# Lars Johan Bucht
Lars Johan Bucht, född 3 juli 1813 i Karungi i Karl Gustavs socken, Norrbotten, död den 8 november 1852 under Kautokeinoupproret, var en svensk kronolänsman, även verksam i Norge. 
Han var son till sockenskrivaren Gustav Bucht (1768–1827).
Bucht var kronolänsman i Överluleå socken mellan 1838 och 1848, då han suspenderades för «försummelse i tjänsten». Orsaken till suspensionen var att han dröjt med att redovisa uppburna skattemedel. Bucht hävdade att han varit sjuk, men kände sig redan sedan tidigare illa behandlad av landshövdingen och sökte därför avsked.
Från 1848 till 1849 arbetade han i Muonionniska i Finland som kontorsassistent. Här engagerade han sig mot læstadianismen, som hade fått många anhängare i denna trakt. Från 1849 sökte han arbete på norska Finnmarkskusten, och fick efter en tid plats hos en handelsman i Talvik.
I september 1851 reste han till Kautokeino för att hjälpa handelsmannen Carl Johan Ruth med dennes affärsverksamhet. I Kautokeino rådde vid denna tid stor religiös oro och fanatism till följd av den læstadianska väckelsen. Länsman Ole Isaksen Hætta var själv knuten till väckelsen, och prästen Nils Vibe Stockfleth beklagade sig hos fogden i Alten över att länsmannen inte klarade av att upprätthålla lugnet, så att han kunde genomföra gudstjänsterna. Stockfleth rådde fogden att ge Bucht fullmakt att verka som länsman. Då Ole Hætta avsattes den 8 december 1851, blev Bucht tillförordnad länsman.
Som länsman fick Bucht ansvar för att häkta och till domstol befordra dem som åtalats för uppträdena. De andligt väckta såg därför Bucht som en fiende, och vid Kautokeinoupproret den 8 november 1852 blev både Bucht och handelsmannen mördade.
Lars Johan Bucht var från 1839 gift med Johanna Wilhelmina Bergdahl från Öjebyn i Piteå landsförsamling och hade med henne en dotter och fyra söner, varav en var kartografen Gustaf Wilhelm Bucht.
I Nils Gaups film Kautokeinoupproret porträtteras Lars Johan Bucht av Peter Andersson.